# Beowulf
Beowulf (staroangleško Bēowulf [ˈbeːowuɫf]) je staroangleška epska pesnitev v tradiciji germanskih junaških legend, ki obsega 3182 aliteracijskih verzov. Je eno najpomembnejših in najpogosteje prevajanih del staroangleške književnosti. Datum nastanka same pesnitve je med strokovnjaki sporen; zanesljiva je le datacija rokopisa, ki je nastal med letoma 975 in 1025 n. št. Učenjaki anonimnega avtorja imenujejo »Beowulfov pesnik«. Zgodba je postavljena v pogansko Skandinavijo v 5. in 6. stoletju. Beowulf, junak Geatov, priskoči na pomoč Hrotgarju, kralju Dancev, čigar pivsko dvorano Heorot že dvanajst let napada pošast Grendel. Ko ga Beowulf ubije, se Grendelova mati maščuje, a je poražena. Beowulf se kot zmagovalec vrne domov v Geatlandijo in postane kralj Geatov. Petdeset let pozneje Beowulf premaga zmaja, vendar je v bitki smrtno ranjen. Po njegovi smrti njegovo truplo upepelijo in v njegov spomin na rtu postavijo gomilo.
Strokovnjaki so razpravljali o tem, ali je bil Beowulf prenesen ustno, kar bi lahko vplivalo na njegovo razlago: če je nastal zgodaj, v poganskih časih, potem je poganstvo osrednje, krščanski elementi pa so bili dodani pozneje, če pa je nastal pozneje, v pisni obliki, in ga je napisal kristjan, potem so poganski elementi lahko okrasni arhaizmi. Beowulf je večinoma napisan v poznem zahodnosaškem narečju stare angleščine, vendar so prisotne številne druge narečne oblike, kar kaže na to, da se je pesem morda dolgo in zapleteno prenašala po narečnih območjih Anglije.
Že dolgo se raziskujejo podobnosti z drugimi izročili in pripovedmi, vključno z islandsko sago o Grettisu, nordijsko zgodbo o Hrolfru Krakiju in njegovem služabniku Bodvarju Bjarkiju, ki je posedoval sprenost preobrazbe v medveda, mednarodno ljudsko Pravljico o medvedovem sinu ter irsko ljudsko pravljico o roki in otroku. Vztrajno se Beowulfa poskuša povezati z zgodbami iz Homerjeve Odiseje ali Vergilijeve Eneide. Bolj gotove so svetopisemske vzporednice z jasnimi aluzijami na knjige Geneza, Eksodus in Daniel.
Pesem je ohranjena v enem samem izvodu v rokopisu, znanem kot Nowell Codex. V izvirnem rokopisu nima naslova, postala pa je znana po imenu glavnega junaka zgodbe. Leta 1731 je rokopis poškodoval požar, ki je zajel hišo Ashburnham House v Londonu, v kateri je bila zbirka srednjeveških rokopisov Sira Roberta Cottona. Rokopis je sicer preživel, vendar so robovi zogleneli, nekatere strani pa postale neberljive. Dandanes je Nowell Codex shranjen v Britanski knjižnici. Pesem je bila prvič prepisana leta 1786; nekateri verzi so bili prvič prevedeni v sodobno angleščino leta 1805, v 19. stoletju pa je bilo narejenih devet popolnih prevodov, med drugimi sta svoj prevod naredila John Mitchell Kemble in William Morris. Po letu 1900 je bilo narejenih na stotine prevodov v prozo, rimano pesem ali aliteracijski verz, nekateri so bili razmeroma zvesti, drugi arhaični, tretji pa so poskušali delo udomačiti. Med najbolj znanimi sodobnimi prevodi v angleščino so prevodi Edwina Morgana, Burtona Raffela, Michaela J. Alexandra, Roya Liuzze in Seamusa Heaneyja. Težave pri prevajanju Beowulfa so raziskovali učenjaki, med njimi tudi J. R. R. Tolkien (v eseju »O prevajanju Beowulfa« (angleško On Translating Beowulf)), ki je pripravil lasten prevod v verzih in prozi. V slovenščino je Beowulfa prvič prevedel Marjan Strojan leta 1992.

## Zgodovinsko ozadje
Dogodki v pesmi se odvijajo v 5. in 6. stoletju in v njih prevladujejo neangleški liki. Nekateri menijo, da je bil Beowulf prvič napisan v 7. stoletju v Rendleshamu v Vzhodni Angliji, saj pokop ladje v Sutton Hooju kaže na tesne povezave s Skandinavijo, vzhodnoanglijska kraljeva rodbina Wuffingas pa je morda bila potomci Geatskih Wulfingov. Drugi so to pesem povezali z dvorom kralja Alfreda Velikega ali z dvorom kralja Knuta Velikega.
Pesem združuje izmišljene, legendarne, mitske in zgodovinske elemente. Čeprav Beowulf sam ni omenjen v nobenem drugem staroangleškem rokopisu, se številne druge osebnosti, omenjene v Beowulfu, pojavljajo v skandinavskih virih. To ne zadeva le posameznikov (npr. Healfdene, Hroðgar, Halga, Hroðulf, Eadgils in Ohthere), temveč tudi klane (npr. Scyldings, Scylfings in Wulfings) in določene dogodke (npr. bitka med Eadgils in Onelo). Vpad kralja Hygelaca v Frizijo omenja Gregor Tourski v svoji Zgodovini Frankov in ga lahko datiramo v okoli leta 521.
Zdi se, da je večinsko mnenje, da so osebnosti, kot sta kralj Hrothgar in Scyldings v Beowulfu, zasnovane na zgodovinskih osebah iz Skandinavije iz 6. stoletja. Tako kot Finnesburški fragment in več krajših ohranjenih pesmi je bil tudi Beowulf posledično uporabljen kot vir informacij o skandinavskih osebnostih, kot sta Eadgils in Hygelac, ter o celinskih germanskih osebnostih, kot je Offa, kralj celinskih Anglov. Vendar pa eden od učenjakov, Roy Liuzza, meni, da je pesem »frustrirajoče ambivalentna«, ne mit ne ljudska pripoved, ampak je postavljena »na kompleksno ozadje legendarne zgodovine ... na približno prepoznavnem zemljevidu Skandinavije«, in komentira, da bi Geati v pesmi lahko ustrezali Gautarjem (sodobne Götalandije).
Arheološki dokazi iz 19. stoletja lahko potrdijo elemente zgodbe o Beowulfu. Eadgils je bil po Snorriju Sturlusonu pokopan v Uppsali (Gamla Uppsala, Švedska). Ko so leta 1874 izkopali zahodno gomilo (levo na fotografiji), so najdbe pokazale, da je bil v veliki gomili, okoli leta 575, pokopan močan moški na medvedji koži z dvema psoma in bogatimi grobnimi darovi. Vzhodna gomila je bila izkopana leta 1854 in je vsebovala posmrtne ostanke ženske ali ženske in mladeniča. Srednja gomila ni bila izkopana.
Na Danskem so nedavna (1986–88, 2004–05)[15] arheološka izkopavanja v Lejreju, kjer skandinavska tradicija umešča sedež Scyldingov, Heorot, razkrila, da je bila sredi 6. stoletja zgrajena dvorana, ki ustreza obdobju, opisanemu v Beowulfu, nekaj stoletij pred nastankom pesmi. Med izkopavanji so našli tri dvorane, vsaka dolga približno 50 metrov.

## Povzetek
Protagonist Beowulf, junak Geatov, priskoči na pomoč Hrothgarju, kralju Dancev, čigar veliko dvorano Heorot muči pošast Grendel. Beowulf ubije Grendela z golimi rokami, nato pa ubije Grendelovo mater z velikanskim mečem, ki ga je našel v njenem brlogu.
Kasneje v življenju Beowulf postane kralj Geatov in njegovo kraljestvo terorizira zmaj, ki mu je del zaklada ukradel iz njegovega zaklada v grobnem nasipu. Zmaja napade s pomočjo svojih thegnov ali služabnikov, vendar jim ne uspe. Beowulf se odloči, da bo sledil zmaju do njegovega brloga v Earnanæsu, vendar si upa pridružiti le njegov mladi švedski sorodnik Wiglaf, čigar ime pomeni 'ostanek hrabrosti'. Beowulf končno ubije zmaja, a je v boju smrtno ranjen. Upepelijo ga in v njegovo čast postavijo grobno gomilo ob morju.
Beowulf velja za epsko pesnitev, saj je glavni junak, ki prepotuje velike razdalje, da bi dokazal svojo moč v nemogočih ovirah proti nadnaravnim demonom in zverem. Pesem se začne in medias res ali preprosto »sredi dogajanja«, kar je značilnost antičnih epov. Čeprav se pesem začne z Beowulfovim prihodom, Grendelovi napadi trajajo že od nekdaj. Govori se o obsežni zgodovini likov in njihovih rodov, pa tudi o njihovih medsebojnih interakcijah, dolgovih, ki so jih dolgovali in odplačevali, ter o hrabrih dejanjih. Bojevniki tvorijo bratstvo, ki ga povezuje zvestoba svojemu gospodarju. Pesem se začne in konča s pogrebi: na začetku pesmi za Scyld Scefing in na koncu za Beowulfa.
Pesem je tesno strukturirana. E. Carrigan prikazuje simetrijo njene zasnove v modelu njenih glavnih komponent, pri čemer se na primer poročilo o umoru Grendela ujema s poročilom o umoru zmaja, slava Dancev pa se ujema s poročili o danskem in geatskem dvoru. Možne so tudi druge analize; Gale Owen-Crocker na primer vidi pesem kot strukturirano s štirimi pogrebi, ki jih opisuje. Za J. R. R. Tolkiena je bila primarna delitev v pesmi med mladim in starim Beowulfom.

## Avtorstvo in datum
Datiranje Beowulfa je pritegnilo precejšnjo pozornost znanstvenikov; mnenja o tem, ali je bil prvič napisan v 8. stoletju, ali je bil skoraj sočasen z rokopisom iz 11. stoletja in ali je bila proto-različica (morda različica Zgodbe o medvedjem sinu) ustno prenesena, preden je bila prepisana v sedanji obliki, se razlikujejo. Albert Lord je bil trdno prepričan, da rokopis predstavlja prepis izvedbe, čeprav je bila verjetno posneta na več kot enem sestanku. J. R. R. Tolkien je verjel, da pesem ohranja preveč pristen spomin na anglosaško poganstvo, da bi bila napisana več kot nekaj generacij po zaključku pokristjanjevanja Anglije okoli leta 700 n. št., Tolkienovo prepričanje, da pesem datira v 8. stoletje, so zagovarjali znanstveniki, vključno s Tomom Shippeyjem, Leonardom Neidorfom, Rafaelom J. Pascualom in Robertom D. Fulkom. Analiza več staroangleških pesmi, ki jo je izvedla ekipa, vključno z Neidorfom, kaže, da je Beowulf delo enega samega avtorja, čeprav se drugi znanstveniki s tem ne strinjajo.
Lokacija nastanka pesmi je predmet intenzivnih sporov. Leta 1914 je F.W. Moorman, prvi profesor angleškega jezika na Univerzi v Leedsu, trdil, da je bil Beowulf napisan v Yorkshiru, vendar E. Talbot Donaldson trdi, da je bil verjetno napisan v prvi polovici 8. stoletja in da je bil pisatelj doma iz takratne Zahodne Mercije, ki je v zahodnem Midlandsu v Angliji. Vendar pa rokopis iz poznega 10. stoletja, »ki edini ohranja pesem«, izvira iz kraljestva Zahodnih Sasov – kot je bolj znano.

## Rokopis
Beowulf se je ohranil do sodobnega časa v enem samem rokopisu, napisanem s črnilom na pergamentu, ki ga je kasneje poškodoval ogenj. Rokopis meri 245 mm × 185 mm.

### Izvor
Pesem je znana le iz enega samega rokopisa, za katerega se ocenjuje, da izvira iz obdobja okoli 975–1025, v katerem se pojavlja skupaj z drugimi deli. Rokopis torej izvira bodisi iz obdobja vladavine Ethelreda Nepripravljenega, za katerega so bili značilni spori z danskim kraljem [[Svenom Vilobradim, bodisi iz začetka vladavine Svenovega sina Knuta Velikega iz leta 1016. Beowulfov rokopis je znan kot Nowellov kodeks in je dobil ime po učenjaku iz 16. stoletja Laurenceu Nowellu. Uradna oznaka je »Britanska knjižnica, Cotton Vitellius A.XV«, ker je bila sredi 17. stoletja ena od zbirk sira Roberta Brucea Cottona v knjižnici Cotton. Mnogi zasebni antikvari in zbiratelji knjig, kot je bil sir Robert Cotton, so uporabljali lastne sisteme klasifikacije knjižnic. »Cotton Vitellius A.XV« se prevaja kot: 15. knjiga z leve na polici A (zgornja polica) knjižne omare, na kateri stoji doprsni kip rimskega cesarja Vitelija, v Cottonovi zbirki. Kevin Kiernan trdi, da jo je Nowell najverjetneje pridobil prek Williama Cecila, 1. barona Burghleyja, leta 1563, ko je Nowell vstopil v Cecilovo gospodinjstvo kot učitelj njegovega varovanca Edwarda de Verea, 17. grofa Oxfordskega.
Najzgodnejša ohranjena omemba prvega foliata Nowellovega kodeksa je bila nekje med letoma 1628 in 1650, ki jo je napisal Franciscus Junius (mlajši). Lastništvo kodeksa pred Nowellom ostaja skrivnost.
Reverend Thomas Smith (1638–1710) in Humfrey Wanley (1672–1726) sta oba katalogizirala Cottonovo knjižnico (v kateri je bil shranjen Nowellov kodeks). Smithov katalog se je pojavil leta 1696, Wanleyjev pa leta 1705. Rokopis Beowulf je bil prvič po imenu identificiran v izmenjavi pisem leta 1700 med Georgeem Hickesom, Wanleyjevim pomočnikom, in Wanleyjem. V pismu Wanleyju Hickes odgovarja na očitno obtožbo proti Smithu, ki jo je podal Wanley, da Smith pri katalogiziranju Cottonovega rokopisa ni omenil Beowulfovega pisanja. Vitellius A. XV. Hickes Wanleyju odgovarja: »O Beowulfu še ne najdem ničesar.« Kiernan je teoretiziral, da Smith ni omenil rokopisa Beowulfa, ker se je zanašal na prejšnje kataloge ali ker ni imel pojma, kako bi ga opisal, ali ker ga začasno ni bilo v kodeksu.
Rokopis je leta 1702 po smrti takratnega lastnika, sira Johna Cottona, ki ga je podedoval od svojega dedka Roberta Cottona, prešel v last krone. Leta 1731 je bil poškodovan v požaru v hiši Ashburnham, v katerem je bilo uničenih približno četrtina rokopisov, ki jih je Cotton zapustil. Od takrat so se deli rokopisa skupaj s številnimi črkami sesuli. Ponovna vezava je rokopis sicer rešila pred veliko degeneracijo, vendar je prekrila druge črke pesmi, kar je povzročilo nadaljnjo izgubo. Kiernan je pri pripravi svoje elektronske izdaje rokopisa uporabil optično osvetlitev ozadja in ultravijolično svetlobo, da bi razkril črke v rokopisu, ki so se izgubile zaradi vezave, brisanja ali popivka črnila.

## Interpretacija in kritika
Zgodovina sodobne kritike Beowulfa se pogosto začne s Tolkienom, avtorjem in profesorjem anglosaških jezikov na Univerzi v Oxfordu, ki je v svojem predavanju Britanski akademiji leta 1936 kritiziral pretirano zanimanje svojih sodobnikov za zgodovinske posledice pesmi. V delu Beowulf: Pošasti in kritiki je zapisal, da je bila literarna vrednost pesmi zaradi tega večinoma spregledana, in trdil, da »je pesem »pravzaprav tako zanimiva kot poezija, ponekod tako močna, da to precej zasenči zgodovinsko vsebino ...« Tolkien je trdil, da pesem ni ep; da bi bil, čeprav noben konvencionalen izraz ne ustreza popolnoma, najbližji elegiji; in da je njen poudarek na sklepni žalostinki.